# TMEM51
TMEM51 (англ. Transmembrane protein 51) – білок, який кодується однойменним геном, розташованим у людей на короткому плечі 1-ї хромосоми.  Довжина поліпептидного ланцюга білка становить 253 амінокислот, а молекулярна маса — 27 759.
| 10         |  | 20         |  | 30         |  | 40         |  | 50         |
| ---------- |  | ---------- |  | ---------- |  | ---------- |  | ---------- |
| MMAQSKANGS |  | HYALTAIGLG |  | MLVLGVIMAM |  | WNLVPGFSAA |  | EKPTAQGSNK |
| TEVGGGILKS |  | KTFSVAYVLV |  | GAGVMLLLLS |  | ICLSIRDKRK |  | QRQGEDLAHV |
| QHPTGAGPHA |  | QEEDSQEEEE |  | EDEEAASRYY |  | VPSYEEVMNT |  | NYSEARGEEQ |
| NPRLSISLPS |  | YESLTGLDET |  | TPTSTRADVE |  | ASPGNPPDRQ |  | NSKLAKRLKP |
| LKVRRIKSEK |  | LHLKDFRINL |  | PDKNVPPPSI |  | EPLTPPPQYD |  | EVQEKAPDTR |
| PPD        |  |            |  |            |  |            |  |            |

A: Аланін

C: Цистеїн

D: Аспарагінова кислота

E: Глутамінова кислота

F: Фенілаланін

G: Гліцин

H: Гістидин

I: Ізолейцин

K: Лізин

L: Лейцин

M: Метіонін

N: Аспарагін

P: Пролін

Q: Глутамін

R: Аргінін

S: Серин

T: Треонін

V: Валін

W: Триптофан

Кодований геном білок за функцією належить до фосфопротеїнів. 
Задіяний у такому біологічному процесі як поліморфізм. 
Локалізований у мембрані.